# Марониты
Марони́ты (сир. ܡܪܘܢܝܐ, араб. الموارنة‎) — христианская группа, приверженцы Маронитской церкви, наибольшее число которых традиционно проживало вокруг Ливанских гор в Ливане. Маронитская церковь является восточнокатолической церковью «своего права», которая находится в полном общении с папой и Католической церковью, с правом самоуправления в соответствии с Кодексом канонов Восточных церквей. Вопрос о национальной принадлежности маронитов вызывает споры. Многие марониты, несмотря на то что говорят на арабском языке, считают себя не арабами, а потомками древних финикийцев.

## История
Марониты получили своё название от сирийского христианского святого Марона, некоторые из последователей которого мигрировали в район Ливанских гор из своего предыдущего места жительства, которое было расположено вокруг области Антиохии, и основали ядро сирийской Маронитской церкви. Святой Марон послал святого Авраама, часто называемого апостолом Ливана, чтобы обратить нехристианское местное население в маронитское христианство. Название реки Адонис было изменено жителями на реку Авраама после того, как этот святой проповедовал там.
Многие марониты утверждают, что они имеют мардаитское происхождение, но некоторые историки опровергают это. Марониты смогли сохранить независимый статус на горе Ливан и её побережье после мусульманского завоевания Леванта, сохранив свою христианскую религию и арамейский язык даже в XIX веке.
При эмире Горного Ливана Фахраддине II (1590—1633) из друзской династии Маанов маронитский род Хазинов впервые в истории маронитской общины получил феодальный титул. C этого времени маронитская знать, помимо сбора налогов со своих единоверцев, осуществляла судебную и административную власть в пределах пожалованного района, а также созывала и возглавляла вооружённые ополчения. В 1770-е годы эмиры из династии Шихабов (сунниты), а также представители союзного им рода Абиллама (друзы) перешли в маронизм. При эмире Башире II Шихабе (1789—1840) могущество друзских феодалов было практически сведено к нулю, их место заняла маронитская знать. 
Резня 1860 года в Сирии стала большой психологической травмой для коллективного сознания маронитов, которая стала опасаться «растворения в мусульманском море». Поэтому маронитские политики подчёркивали особую природу маронитской общины, для чего был создан миф о её финикийском происхождении, автором которого стал маронитский просветитель XIX века Таннус аль-Шидьяк. В начале XX века распространителем этой идеи стал маронитский интеллектуал Мишель Шиха. 
Во второй половине XIX века маронитам принадлежало около 50 % недвижимого имущества в Горном Ливане. Их ближайшие конкуренты[уточнить] — друзы — владели примерно 23,8 % недвижимого имущества. По мере проникновения европейских капиталов в экономику Османской империи, в которую входил Ливан, марониты активно привлекались как агенты иностранных торговых миссий, выполняли функции консулов и переводчиков. Параллельно с укреплением благосостояния маронитской общины интенсифицировалась её политическая активность. Марониты, оставаясь арабами, стали «нацией» в политическо-идеологическом смысле. При этом отношения с Западом традиционно оказывали большое влияние на эволюцию маронитской общины и становление её политических воззрений. Формированию представлений о культурной и исторической уникальности маронитов способствовала внешняя политика Франции. Ещё в османский период около 30% французских капиталовложений в османскую экономику приходилось на Сирию и Ливан. После Первой мировой войны, 1 сентября 1920 года, на территориях, отошедших под французский протекторат после раздела Османской империи, было создано государство Великий Ливан. В нём в законодательном порядке закреплялась ведущая роль христиан и, прежде всего, маронитов. В первые годы существования Великого Ливана французская поддержка, в том числе и военная, стала одним из ключевых факторов сохранения в нём господства маронитов. Мусульмане же, фактически исключённые из процесса государственного строительства в Ливане, крайне негативно восприняли выделение Великого Ливана из состава «естественной Сирии», что приводило к серьёзным вспышкам насилия, особенно в районах с преобладающим мусульманским населением. 
Массовая эмиграция в Америку в начале XX века, голод (главным образом вызванный неурожаями и британскими блокадами во время Первой мировой войны, от которых погибло от трети до половины населения); Гражданская война в Ливане в 1975—1990 годах и низкий уровень рождаемости — всё это значительно сократили численность маронитов в Леванте. Сегодня они составляют около четверти населения Ливанской Республики. Все ливанские президенты были маронитами по традиции и в рамках Национального пакта, согласно которому премьер-министр исторически был мусульманином-суннитом, а спикер Национального Собрания исторически был мусульманином-шиитом.
Хотя основная часть маронитов сосредоточена в Ливане, они также живут в соседних Сирии, Израиле, Кипре и Палестине, а также составляют значительную часть ливанской диаспоры в Америке, Европе, Австралии и Африке.
Общая численность маронитов в мире составляет более 1 млн человек. По иным данным, где в число маронитов, по-видимому, включены все лица маронитского происхождения, многие из которых уже давно утратили маронитское самосознание и придерживаются не антиохийского, а латинского обряда, численность их гораздо выше — 3—4 млн человек. Значительные группы маронитов имеются в Сирии, Египте, США, Бразилии, Аргентине, Канаде, Австралии, на Кипре и в других странах.